# Аммерсбек
Аммерсбек (нім. Ammersbek) — громада в Німеччині, розташована в землі Шлезвіг-Гольштейн. Входить до складу району Штормарн.
Площа — 17,71 км2. Населення становить 9870 ос. (станом на 31 грудня 2020).